# Paule
Paule é uma comuna francesa na região administrativa da Bretanha, no departamento Côtes-d'Armor. Estende-se por uma área de 36,88 km². Em 2010 a comuna tinha 719 habitantes (densidade: 19,5 hab./km²).